# Taraua do Sul

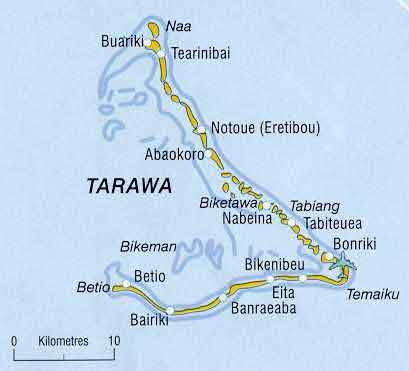
Atol de Taraua.

Taraua do Sul ou Tarawa do Sul (em inglês: South Tarawa; em gilbertês: Tarawa Teinainano) é um centro populacional da República de Quiribáti, no atol de Taraua, que exerce a função de capital tradicional do estado. Teinainano significa "embaixo do mastro", aludindo ao formato do atol, semelhante à uma vela. Sua população, de acordo com estimativas de 2014, era de 50 182 habitantes.
O centro populacional de Taraua do Sul consiste de todas as pequenas ilhotas situadas entre Bairiki, a oeste, e Temaiku/Bonriki, a leste. Diversas destas ilhotas, antigamente separadas, estão ligadas hoje em dia por pontes, formando assim uma só ilha comprida sobre os arrecifes do lado sul da Lagoa de Taraua. Uma outra ponte, relativamente nova — a Japanese Causeway, "Ponte Japonesa" — liga Taraua do Sul a Betio, principal porto de Quiribáti.
Na ilha existe um campus da Universidade do Pacífico Sul, além do Kiribati Teacher College. Bairiki é, por vezes, considerada como a capital de Quiribáti, devido à presença ali por certo tempo das sedes do parlamento e da presidência do país. Atualmente, o Parlamento de Quiribáti se reúne na ilhota de Ambo; os diversos ministérios estão espalhados por Taraua do Sul, Betio e pelas Ilhas Christmas
A diocese católica local e a sede da Igreja Protestante de Quiribáti (Congregacional) localizam-se em Taraua do Sul.

## História
O atol de Taraua do Sul foi palco de violentos combates entre 20 e 23 de novembro de 1943, durante a Segunda Guerra Mundial, quando os Fuzileiros Navais dos Estados Unidos retomaram o país, que estava sob força da ocupação japonesa. Taraua do Sul, ao longo de sua história, tornou-se uma das áreas mais densamente povoadas do Pacífico. Entretanto, o total de sua área de terra tem diminuído consideravelmente, devido principalmente ao aquecimento global.

## Geografia

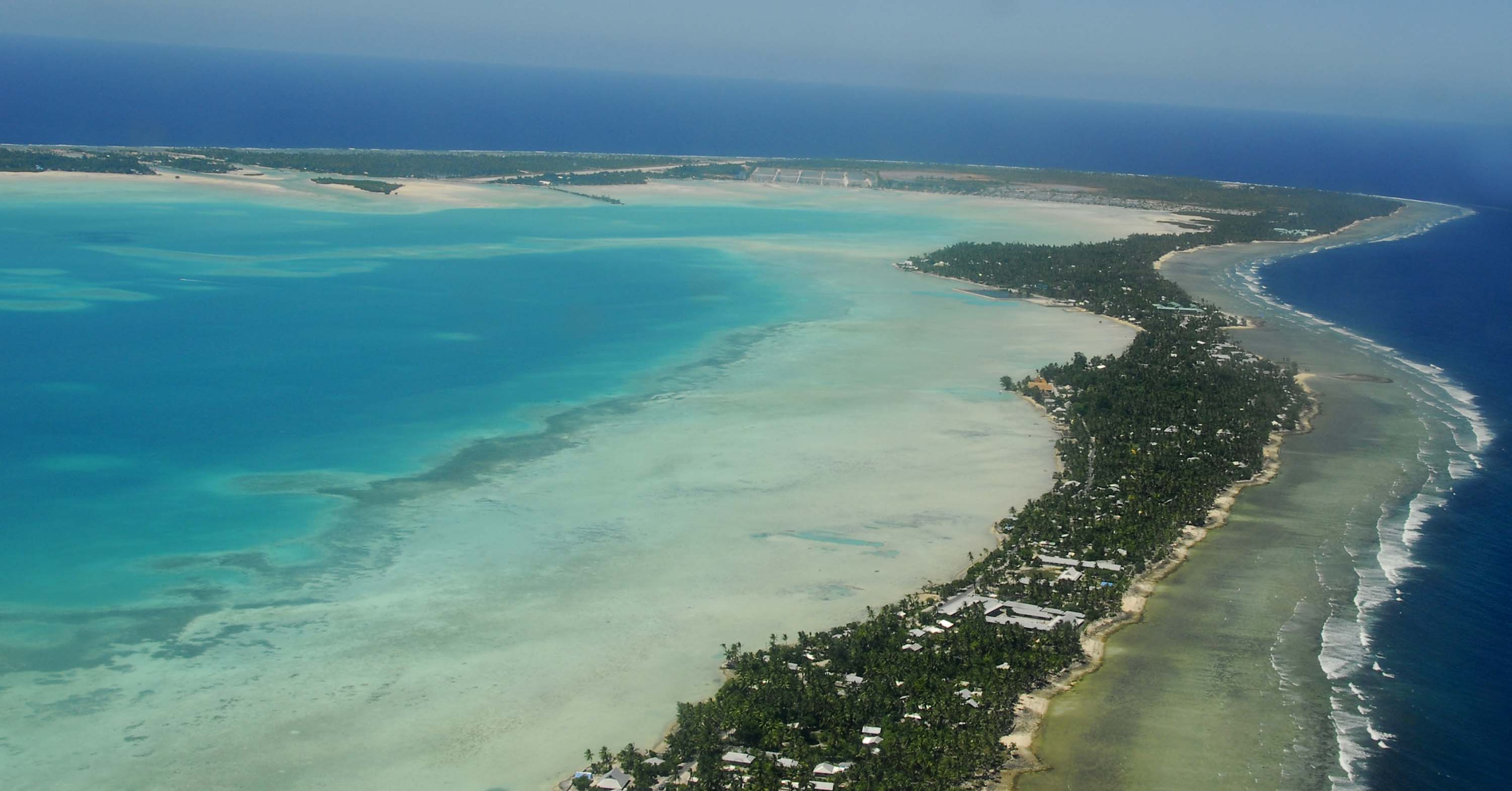
Taraua do Sul é uma estreita faixa de terra entre a lagoa e o oceano

Taraua do Sul é composta por uma cadeia de ilhas entre a Lagoa de Taraua, ao norte, com uma profundidade máxima de 25 metros, e o oceano Pacífico ao sul, com uma profundidade de até 4.000 metros. A ilha possivelmente foi originada a partir de sedimentos da lagoa. O processo de acumulação de solo é impulsionado pelos ventos alísios dominantes, e pode ser revertido durante longos períodos de ventos vindos do oeste, durante os fenômenos provenientes do El Niño. Todas estas ilhotas estão unidas por calçadas, formando uma longa ilha no recife ao longo do lado sul da Lagoa de Taraua. A altitude de Taraua do Sul é inferior a 3 metros acima do nível do mar, com uma largura média de apenas 450 metros.
Os recursos hídricos são muito limitados para sua população que cresce rapidamente. Durante as freqüentes secas, a única fonte de água é a lente de água doce superficial que permeia a pedra coral do atol. As lentes de água em Bonriki Buota, declaradas como reservas de água, possuem um rendimento sustentável combinado de 1.300 m³ por dia. Outras reservas de água previamente declaradas tem sido abandonadas para a urbanização, ou devido ao excesso de bombeamento e poluição de assentamentos. As reservas de água do Bonriki e Buota fazem parte da rede de distribuição que abastece as residências da cidade. A maioria das escolas e prédios comunitários não possui abastecimento de água diário, e muitas famílias dependem de águas subterrâneas poluídas devido à escassez de água tratada. Por causa da escassez de água potável, os sistemas de saneamento geralmente usam água salgada para lavagem. A rede de saneamento em curso sobre Taraua do Sul está inoperante e um grande projeto está em andamento para reabilitar o sistema e melhorar o saneamento e higiene pública na cidade.

### Clima
O clima em Taraua do Sul é quente e úmido durante todo o ano e chuvas médias são relativamente elevadas. No entanto, a chuva é muito imprevisível, variando de acordo com a oscilação do fenômeno El Niño. A cidade pode ficar por meses com quase nenhuma chuva durante os ciclos de La Niña.

### Erosão costeira
O Ministério do Meio Ambiente, Território e Desenvolvimento da Agricultura está envolvido no replantio de manguezais em locais selecionados para evitar a erosão costeira. No entanto, é necessário muito mais para proteger muitos dos locais já corroídos em Taraua do Sul, incluindo ilhotas. Muitas destas estão protegidas com mangue e madeira, além de árvores. Não está claro quanto a erosão atualmente existente em Taraua do Sul, mas isto é devido ao aumento do nível do mar e as atividades humanas, como a construção de diques inapropriados e mineração de areia e cascalho das praias e bancos de areia. No entanto, a erosão costeira vai acelerar no futuro, devido às alterações relacionadas com o aumento do nível do mar.

### Disponibilidade de terras e superlotação
A área de terra oficial de Taraua do Sul é de 3.896 hectares ou 15,76 quilômetros quadrados. No entanto, grande parte desta área de terra não está disponível para uso, incluindo a reserva de água e pista, as calçadas e uma grande área de terra recuperada em Temwaiku, na parte oriental do atol, que é muito pantanosa e de baixa altitude. Se essas áreas forem excluídas, a área de terra disponível em Taraua do Sul é de apenas pouco mais de 1.000 hectares (10 quilômetros quadrados), com uma densidade populacional de 49 habitantes por hectare ou 4.905 hab/km², quase igual à densidade populacional de Londres (5,100 hab/km²) e duas vezes a densidade de Sydney, Auckland ou Nova Iorque.
Edifícios com vários andares são muito raros em Taraua do Sul, devido principalmente à baixa altitude da cidade. A elevada população é acomodada através de grandes dimensões do agregado familiar, com uma média de 7,3 pessoas por domicílio, em pequenos lotes de terra. A maioria das terras é de propriedade das famílias originais ou kain Tarawa, embora nos principais centros de Betio, Bairiki e Bikenibeu existem grandes áreas de terra em arrendamento a longo prazo para o Governo. Sem acesso às terras da família ou habitação do governo, muitos moradores de Taraua do Sul não têm escolha a não ser tornar-se invasores, e as disputas por terra são comuns.
A região de Taraua do Sul, especialmente Betio, possui altas taxas de infecções respiratórias, diarréia e disenteria, os quais têm sido associados a superlotação. O desenvolvimento insustentável em Tarawa do Sul é uma preocupação para o Governo e os parceiros da ajuda de desenvolvimento de Quiribáti. O governo visa aliviar o problema do principal centro urbano do país, incentivando as pessoas a se estabilizar em ilhas exteriores, e tem investido em equipamentos, tais como o Hospital do Sul de Quiribáti, para descentralizar os serviços públicos no país e aliviar a superlotação de Taraua do Sul.

## Administração
Para sua administração, Taraua do Sul possui duas subdivisões administrativas, utilizadas pelo governo local:
- Câmara Municipal de Betio, situada na ilha de Betio;[18][19]
- Conselho Urbano Teinainano, que administra Bairiki e Tanaea (o significado de Teinainano é "descer do mastro", referindo-se à vela em forma de atol).[20]

Buota, que faz parte da região norte de Taraua do Sul, é administrado pelo Conselho de Tarawa Eutan. A região possui ligação com a zona urbana por meio de estrada, situada ao sul de Taraua do Sul.

## Economia

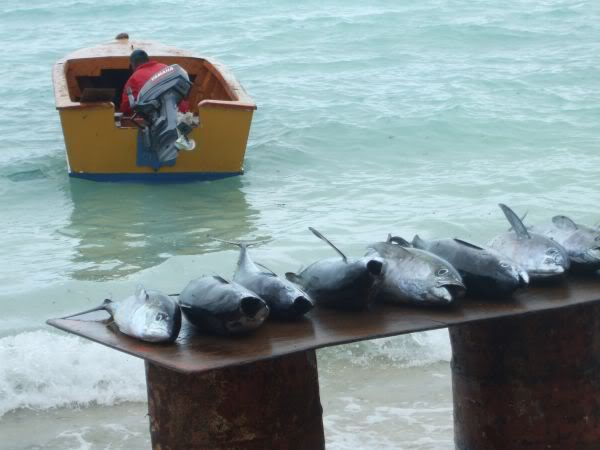
O pescado para consumo familiar e para a exportação movimentam a economia de Taraua do Sul

Taraua do Sul é o centro econômico de Quiribáti, onde se localiza o principal porto e aeroporto do país e a maioria das empresas estatais e empresas privadas. Os produtos produzidos nas ilhas exteriores é processado em Betio. Entre esses produtos destaca-se o óleo de copra, muito exportado para o mercado internacional e outros produtos que são vendidos localmente. Há também uma fábrica de processamento de atum e produção de peixe para exportação. No entanto, as importações superam as exportações, e a maioria das famílias em Taraua do Sul contam com o emprego do Governo e as remessas de parentes que trabalham no exterior para sua renda. Desemprego e sub-emprego são um dos princpais problemas. Em 2010, apenas 34% dos adultos estavam envolvidos no trabalho, enquanto os restantes encontravam-se desempregados ou envolvidos em atividades de subsistência. Os jovens entre 15 e 29 anos de idade são mais propensos ao desemprego.

### Turismo
O turismo é pouco desenvolvido e possui pouca representatividade na composição da economia da cidade.

## Infraestrutura

### Transporte
O transporte em Taraua do Sul é pouquíssimo desenvolvido. No transporte aéreo, a cidade é servida pelo Aeroporto Internacional de Bonriki, inaugurado em 1946 e de caráter público e militar. Apenas quatro empresas aéreas realizam voos para Quiribáti: Air Marshall Islands, Air Kiribati, Air Pacific e Our Airline. Destas, apenas a Air Kiribati realiza o transporte da capital com outras localidades das ilhas do país.

## Esportes
Taraua do Sul também é o centro desportivo de Quiribáti. Porém, a cidade não se destaca em nenhuma área esportiva. O esporte mais popular é o futebol e o Estádio Nacional Bairiki está localizado na cidade. Taraua do Sul abriga também a sede da Seleção Quiribatiana de Futebol.